# 소노다 다쿠야
소노다 다쿠야(일본어: 園田 拓也, 1984년 11월 23일 ~ )는 일본의 전 축구 선수이다.

## 구단 경력
그는 2007년부터 2021년까지 J리그의 몬테디오 야마가타, 에히메 FC, 로아소 구마모토, FC 이마바리에서 활동하였다.